# Дида (нападающий)
Эдвалдо Алвес де Санта Роза (порт.-браз. Edvaldo Alves de Santa Rosa; 26 марта 1934, Масейо — 17 сентября 2002, Рио-де-Жанейро), более известный под именем Дида (порт.-браз. Dida) — бразильский футболист, нападающий. Чемпион мира 1958 года.

## Карьера
Дида родился в семье Жайме и Эрлинды Санты Розы. Он начал карьеру в клубе «Америка» из Масейо. Оттуда футболист перешёл в «ССА Масейо». С этой командой футболист выиграл чемпионат штата Алагоас и стал лучшим бомбардиром первенства 1952 гола с 9 голами.
В 1954 году Дида перешёл в клуб «Фламенго», искавший замену Эваристо, которого планировали продать в один из европейских клубо. Футболист попал в команду, будучи больным желтухой, но клуб принял решение оплатить его лечение. Он дебютировал в составе команды 17 октября в матче с «Васко да Гамой» (2:1). 21 ноября того же года он забил первый мяч в составе «Фла», поразив ворота «Португезы» (2:1). До ухода Эваристо в 1957 году, Дида являлся игроком запаса, конкурируя за редкие выходы на поле с Хорхе Бенитесом. С командой форвард выиграл три чемпионата штата. 27 октября 1963 года Дида сыграл последний матч за клуб против «Мадурейры» (0:0). Всего за клуб он провёл 358 матчей (218 побед, 62 ничьи и 78 поражений) и забил 253 гола, по другим данным 357 матчей и 264 гола.
В составе сборной Бразилии Дида дебютировал 4 мая 1958 года в матче с Парагваем на Кубок Освалдо Круза (4:1), где забил один из голов. В том же году он поехал с национальной командой на чемпионат мира. Первый матч Бразилия проводила с Австрией. По словам Пеле, накануне начала первенства он получил травму и не мог выйти на поле. Брат Диды, Эдсон Санта Роза, сказал, что Дида был выбран главным тренером команды Висенте Феолой как игрок стартового состава, а травма Пеле не являлась причиной этого. Этого же мнения придерживался и журналист Лаутенай Пердиган, который говорил, что Дида был главным форвардом команды, ссылаясь на то обстоятельство, что во всех предшествующих мундиалю матчах он выходил в стартовом составе и даже получил в одном из этих встреч травму. Бразилия победила Австрию со счётом 3:0, но Дида голов в этой встрече не забил, играя с болью из-за недолеченного повреждения. На следующий матч против сборной Англии в стартовом составе его заменил Вава. Встреча завершилась нулевой ничьей, что привело к многочисленными требованиями к тренерскому штабу национальной команды выпустить на игру с СССР Диду и Пеле одновременно. Однако Дида больше на первенстве на поле не выходил. Последний матч за сборную форвард провёл 29 июня 1961 года со сборной Парагвая (3:2), где забил победный мяч.
После «Фламенго» Дида играл два сезона за «Португезу Деспортос», где забил 54 гола. В 1966 году Дида перешёл в колумбийский клуб «Атлетико Хуниор». В одном из матчей, в котором его команда противостояла «Униор Магдалене», футболист забил гол ударом через себя в падении. В 1968 году Дида завершил карьеру, забив за две сезона в «Хуниоре» 33 гола в 67 матчах. После этого он вернулся во «Фламенго» и оставался там 20 лет, тренируя молодых игроков клуба. В 1976 году Дида несколько месяцев являлся главным тренером клуба «Тагуатинга». Последние годы жизни бывший футболист болел гепатитом, а также страдал об безденежья. Дида умер от печеночной и лёгочной недостаточности 17 сентября 2002 года в больнице Мигела Коуту. Он был похоронен на кладбище Сан-Жуана Баптисты.

## Международная статистика
| Матчи Диды за сборную Бразилии | Матчи Диды за сборную Бразилии | Матчи Диды за сборную Бразилии | Матчи Диды за сборную Бразилии | Матчи Диды за сборную Бразилии | Матчи Диды за сборную Бразилии | Матчи Диды за сборную Бразилии |
| ------------------------------ | ------------------------------ | ------------------------------ | ------------------------------ | ------------------------------ | ------------------------------ | ------------------------------ |
| №                              | Дата                           | Место проведения               | Оппонент                       | Счёт                           | Голы                           | Турнир                         |
| 1                              | 4 мая 1958                     | Рио-де-Жанейро                 | Парагвай                       | 5:1                            | 1                              | Кубок Освалдо Круза            |
| 2                              | 7 мая 1958                     | Сан-Паулу                      | Парагвай                       | 0:0                            | —                              | Кубок Освалдо Круза            |
| 3                              | 14 мая 1958                    | Рио-де-Жанейро                 | Болгария                       | 4:0                            | 1                              | Товарищеский матч              |
| 4                              | 29 мая 1958                    | Флоренция                      | Фиорентина                     | 4:0                            | —                              | Товарищеский матч              |
| 5                              | 1 июня 1958                    | Милан                          | Интернационале                 | 4:0                            | 1                              | Товарищеский матч              |
| 6                              | 8 июня 1958                    | Уддевалла                      | Австрия                        | 3:0                            | —                              | Чемпионат мира                 |
| 7                              | 29 июня 1960                   | Рио-де-Жанейро                 | Чили                           | 4:0                            | 1                              | Товарищеский матч              |
| 8                              | 29 июня 1961                   | Рио-де-Жанейро                 | Парагвай                       | 3:2                            | 1                              | Товарищеский матч              |

## Достижения

### Командные
- Чемпион штата Алагоас: 1949, 1952
- Чемпион штата Рио-де-Жанейро: 1954, 1955, 1963
- Обладатель Кубка чемпионов штатов Рио-Сан-Паулу: 1955
- Обладатель Кубка Рока: 1957, 1960
- Чемпион мира: 1958
- Обладатель Кубка Освалдо Круза: 1958
- Победитель турнира Начала чемпионата Рио-де-Жанейро: 1959
- Победитель турнира Рио-Сан-Паулу: 1961

### Личные
- Лучший бомбардир чемпионата штата Алагоас: 1952 (9 голов)

## Личная жизнь
Дида был женат на Лидии (умерла в 1993 году). У них родились дети, Алберто Луис Клауидо и Жоржи.